# Levantamento de peso nos Jogos Pan-Americanos de 2023 - Até 73 kg masculino
A categoria até 73 kg masculino do levantamento de peso nos Jogos Pan-Americanos de 2023 foi disputada em 21 de outubro de 2023 no Ginásio Chimkowe, em Peñalolén. Um total de 17 halterofilistas de 16 Comitês Olímpicos Nacionais (CON) participaram do evento.

## Calendário
Horário local (UTC−3).
| Data          | Hora  | Fase      |
| ------------- | ----- | --------- |
| 21 de outubro | 17:50 | Arranco   |
| 21 de outubro | 19:25 | Arremesso |

## Medalhistas
| Ouro   | VEN Julio Mayora         |
| Prata  | COL Luis Javier Mosquera |
| Bronze | MEX Jorge Cárdenas       |

## Resultados
A competição foi realizada em um único dia até a definição dos medalhistas:
| Pos.              | Halterofilista       | CON                                 | Grupo | Arranque (kg) | Arranque (kg) | Arranque (kg) | Arranque (kg) | Arremesso (kg) | Arremesso (kg) | Arremesso (kg) | Arremesso (kg) | Total |
| Pos.              | Halterofilista       | CON                                 | Grupo | 1             | 2             | 3             | Result.       | 1              | 2              | 3              | Result.        | Total |
| ----------------- | -------------------- | ----------------------------------- | ----- | ------------- | ------------- | ------------- | ------------- | -------------- | -------------- | -------------- | -------------- | ----- |
| Medalha de ouro   | Julio Mayora         | VEN Venezuela                       | A     | 147           | 151           | 154           | 154           | 182            | 184            | 188            | 188            | 342   |
| Medalha de prata  | Luis Javier Mosquera | COL Colômbia                        | A     | 150           | 153           | 153           | 153           | 180            | 184            | 186            | 180            | 333   |
| Medalha de bronze | Jorge Cárdenas       | MEX México                          | A     | 143           | 147           | 150           | 147           | 170            | 175            | 175            | 170            | 317   |
| 4                 | Juan Camilo Martínez | COL Colômbia                        | A     | 131           | 135           | 138           | 138           | 173            | 180            | 180            | 173            | 311   |
| 5                 | Julio Cedeño         | DOM República Dominicana            | A     | 137           | 137           | 141           | 141           | 165            | 165            | 177            | 165            | 306   |
| 6                 | Travis Cooper        | USA Estados Unidos                  | A     | 137           | 137           | 141           | 137           | 165            | 175            | 181            | 165            | 302   |
| 7                 | Sergio Cares         | CHI Chile                           | A     | 128           | 132           | 136           | 132           | 158            | 162            | 167            | 162            | 294   |
| 8                 | Jorge Hernández      | HON Honduras                        | A     | 126           | 126           | 128           | 128           | 162            | 166            | 166            | 166            | 294   |
| 9                 | Henry Méndez         | EAI Equipe de Atletas Independentes | A     | 120           | 125           | 130           | 125           | 153            | 157            | 160            | 160            | 285   |
| 10                | Jeferson Ramírez     | ECU Equador                         | A     | 117           | 122           | 124           | 122           | 152            | 156            | 158            | 158            | 280   |
| 11                | Orlando Vásquez      | NCA Nicarágua                       | A     | 120           | 126           | 130           | 126           | 150            | 150            | 150            | 150            | 276   |
| 12                | Ramón Cruz           | ESA El Salvador                     | A     | 120           | 125           | 126           | 120           | 153            | 153            | 158            | 153            | 273   |
| 13                | Lucas Olivera        | URU Uruguai                         | A     | 107           | 111           | 116           | 116           | 141            | 145            | 150            | 145            | 261   |
| 14                | Kyle Bogado          | PAR Paraguai                        | A     | 105           | 110           | 115           | 110           | 140            | 145            | 150            | 150            | 260   |
| 15                | Andrés Peralta       | CRC Costa Rica                      | A     | 110           | 115           | 118           | 118           | 140            | 145            | 145            | 140            | 258   |
| 16                | Ronnier Martínez     | PAN Panamá                          | A     | 110           | 113           | 117           | 113           | 130            | 140            | 150            | 140            | 253   |
|                   | Nicolas Vachon       | CAN Canadá                          | A     | 134           | 137           | 137           | –             | 172            | 177            | 177            | –              | DSQ   |